# Odsysacz do cyny

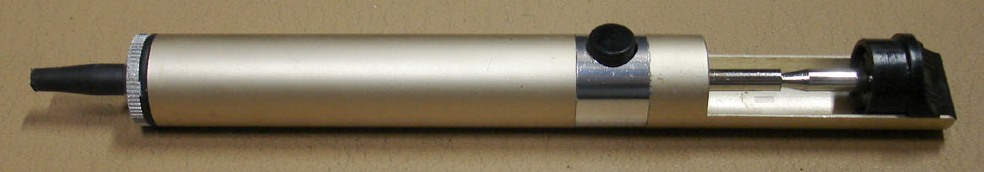
Typowy odsysacz do cyny.

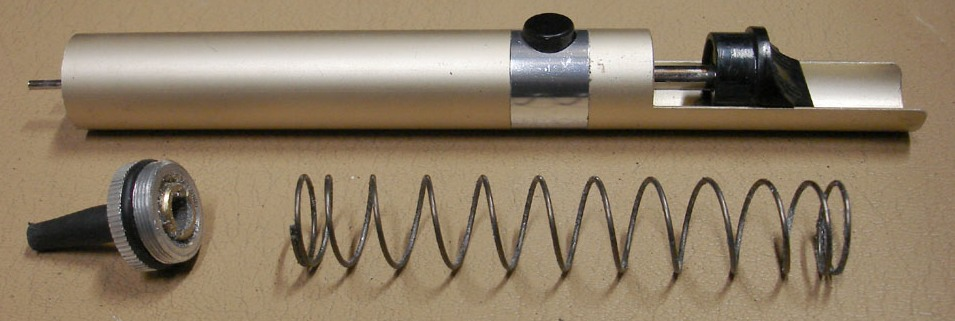
Budowa odsysacza do cyny.

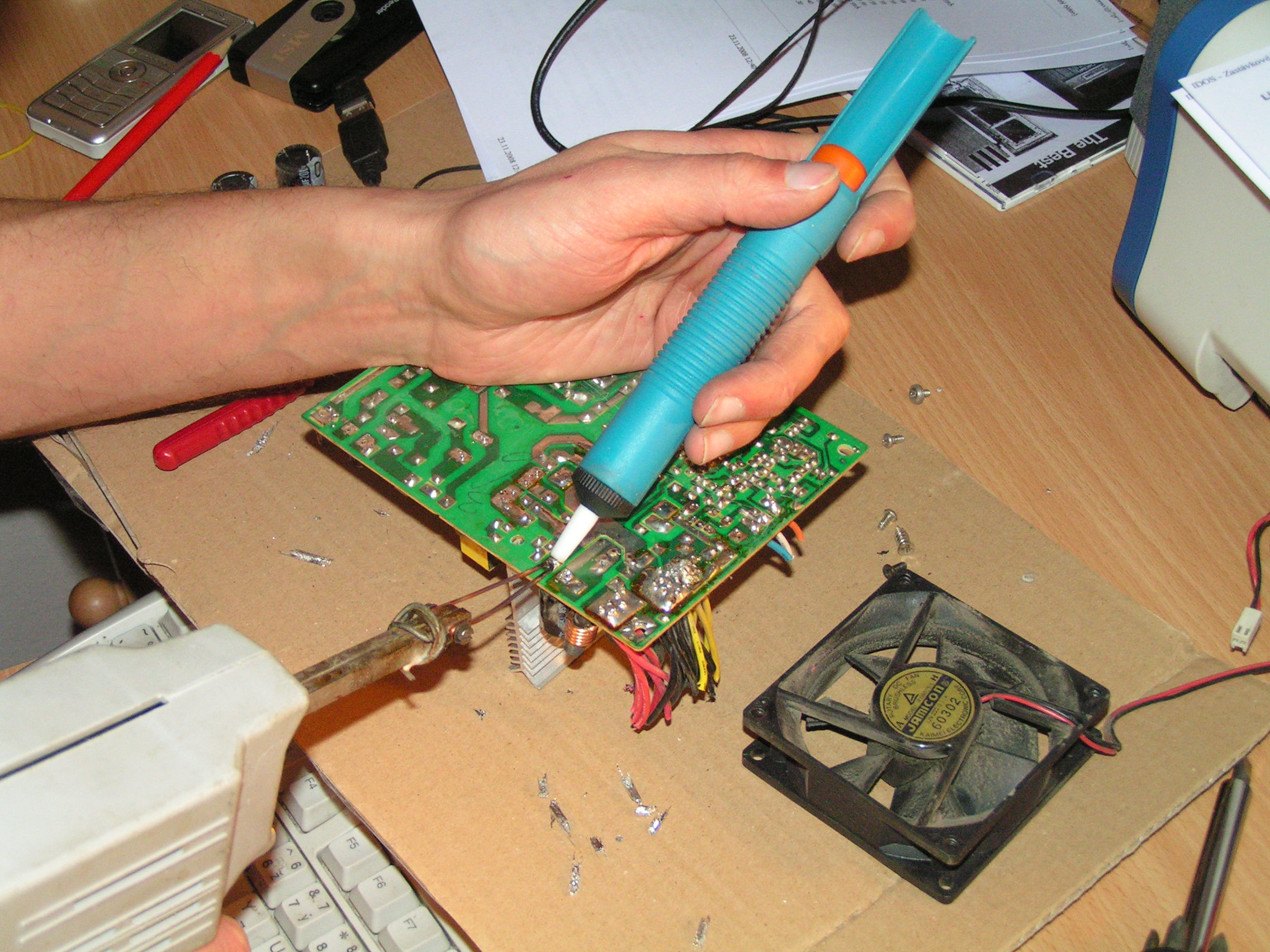
Odsysanie roztopionego lutu za pomocą pompki lutowniczej.

Odsysacz do cyny (także: odsysacz do lutowania, pompka do cyny, pompka do lutowania, pompka lutownicza) - narzędzie wspomagające proces lutowania lub rozlutowywania. Służy do odsysania nadmiaru roztopionego lutu z miejsca lutowania lub rozlutowywania.
Typowy ręczny odsysacz do cyny ma kształt cylindryczny - w środku cylindra znajduje się tłok popychany przez sprężynę. Z jednej strony umieszczona jest końcówka odsysająca (zwykle wymienna i wykonana z teflonu). Po przeciwnej stronie znajduje się uchwyt do naciągania sprężyny a z boku umieszczony jest przycisk jej zwalniacza. W środku znajduje się zbiorniczek na odessany lut.
Jego praca oparta jest na zasadzie wytwarzania podciśnienia wywołanego gwałtownym zwolnieniem sprężyny tłoka. Aby przygotować narzędzie do następnego cyklu pracy należy sprężynę naciągnąć z powrotem.
Zasada użycia odsysacza polega na tym, że końcówkę narzędzia przykłada się do miejsca z nadmiarem (roztopionego uprzednio za pomocą lutownicy) lutowia i naciska zwalniacz sprężyny. Przeważnie, aby osiągnąć zamierzony efekt, narzędzia trzeba użyć kilka razy.
Końcówka odsysacza wykonana zwykle z teflonu. Pomimo tego, że tworzywo to odporne jest na wysoką temperaturę, to z czasem ulega ona zużyciu i trzeba ją wymieniać.

## Geneza nazwy
Odsysacz do cyny to nazwa popularna tego narzędzia. Z technicznego punktu widzenia powinno się raczej mówić odsysacz do lutowia. Jednak popularna nazwa lutowia to właśnie cyna lutownicza, chociaż cyna to zwykle tylko jeden ze składników stopów stosowanych do lutowania.